# GLOVE ON FIGHT
GLOVE ON FIGHT（グローブオンファイト・GOF）とは2002年に同人サークル『渡辺製作所』（現『フランスパン』）が発売した同人二次創作対戦型格闘ゲームである。現在は絶版となっており、フランスパンでは再発売は不可能と告知している。

## 概要
『アーバンチャンピオン』をモチーフにしており、タイトルは豪血寺一族シリーズの『Groove on Fight』と登場キャラクターが手袋を常備するコンセプトが由来となっている。イラストレーターである南向春風が制作したFLASHによる二次創作動画をゲーム化したものである。元の動画はその質の高さと軽快なBGMで大きな話題となったが、目立つがゆえにトラブルの原因にもなり、ゲーム化に際しても一悶着あったといわれる
このゲームには既存のアニメ、ゲーム（アダルト含む）、企業のマスコットキャラクターといった版権キャラクターが登場する。初回プレイでは5人のキャラクターを使用することが可能で、ゲームをクリアする度に最終的に3人が追加で使用可能になる。
一般的な対戦格闘ゲームのように体力ゲージを削るのではなく、相手を吹き飛ばすことが勝利条件である。また、ジャンプやガードは存在しない。かわりに戦いにおいて重要な位置を占めるのは、敵の攻撃をかわすスウェーであり、上下の使い分けや移動中の使用、スウェー属性を有する攻撃などをうまく使いこなすことが勝利につながる。
関連CDには『GLOVE ON FIGHT CyberTrax Vol.01』がある。
後に同じルールであるがオリジナルストーリーで『小鳩ヶ丘高校女子ぐろ〜部 Gleam of Force』が発売されている。

## 登場キャラクター
- 月宮あゆ（Kanon）
- シエル（月姫）
- デ・ジ・キャラット
- えここ（東北電力のマスコットキャラクター）
- 森精華（高機動幻想ガンパレード・マーチ）

以下のキャラクターを使用するにはゲームをクリアすることが条件
- 弓塚さつき（月姫）
- 水瀬秋子（Kanon）
- 来栖川綾香（To Heart）

## 主題歌
Darling...Kiss immediate
歌：桂木真優（現:真優）（作詞：まえかわ、作曲・編曲：来兎）
本作の主題歌。後の『小鳩ヶ丘高校女子ぐろ〜部 Gleam of Force』では再レコーディングヴァージョンが流れた。
Power of Love
歌：桂木真優（作詞：桂木真優、作曲・編曲：来兎）
Dunk!
歌：宮簀月菜（作詞：まえかわ、作曲・編曲：来兎）
if...
歌：宮簀月菜（作詞：まえかわ、作曲・編曲：来兎）
DaKiShiMeTe☆Sparkling Love
歌：りお☆るか（現:綾菓）（作詞：りお☆るか、作曲・編曲：来兎）
のちに風葉の1stアルバム「東京熊猫的生活」にも収録された。